# الصمعه
الصمعه (به عربی: الصمعة) یک منطقهٔ مسکونی در تونس است که در استان نابل واقع شده‌است. الصمعه ۷٬۰۱۷ نفر جمعیت دارد.